# Skrajne żądze
Skrajne żądze (taj. สุดเสน่หา / Sud sanaeha) – tajsko-francuski melodramat z 2002 roku w reżyserii Apichatponga Weerasethakula. 
Obraz miał swoją premierę 17 maja 2002 roku w ramach sekcji "Un Certain Regard" na 55. MFF w Cannes, gdzie zdobył główną nagrodę tego przeglądu. Ze względu na sceny ostrego seksu film został ocenzurowany w ojczystej Tajlandii, gdzie wycięto z niego ok. 10 minut.

## Fabuła
Historia miłosna rozgrywająca się w pobliżu granicy tajlandzko-birmańskiej pomiędzy Minem, nielegalnym imigrantem z Mjanmy, a dwiema tajskimi kobietami. Roong z utęsknieniem czeka na dzień, kiedy znajdzie się w ramionach swojego kochanka Mina, który cierpi na łuszczycę. Pewnego dnia para udaje się do dżungli na piknik.

## Obsada
- Kanokporn Thongaram – Roong
- Min Oo – Min
- Jenjira Pongpas – Orn